# Херви, Джеймс
Джеймс Херви, также Харви, Гервей (англ. James Hervey, 26 февраля 1714 — 25 декабря 1758) — английский священнослужитель и писатель.

## Биография
Джеймс Херви родился в Хардингстоуне, недалеко от Нортгемптона, и получил образование в Гимназии Нортгемптона (Northampton School for Boys), а также в Линкольн-колледже в Оксфорде. Там он попал под влияние Джона Уэсли и оксфордских методистов и стал членом Священного клуба (Holy Club). При этом он полностью принимал кальвинизм и решил остаться в лоне Англиканской церкви. Он принял сан в 1737 году, был хорошим приходским священником и ревностным писателем.

## Произведения
Его стиль часто напыщен, но он обладал редким умением ценить красоту природы, и его простое благочестие принесло ему множество друзей. Его самая ранняя работа, «Медитации и размышления», как считается, была смоделирована по образцу «Случайных размышлений о различных предметах» Роберта Бойля, и в течение четырнадцати лет выдержала множество изданий.
«Терон и Аспасио, или серия писем о наиболее важных и интересных темах», изданная в 1755 году и также получившая положительные отклики, вызвала некоторую негативную критику со стороны кальвинистов.
Новое и полное издание его «Произведений» с мемуарами вышло в 1797 году. Был издан также «Сборник писем Джеймса Херви», которому предшествовало описание его «Жизни и смерти» авторства Томаса Бёрча (1760).

## Влияние

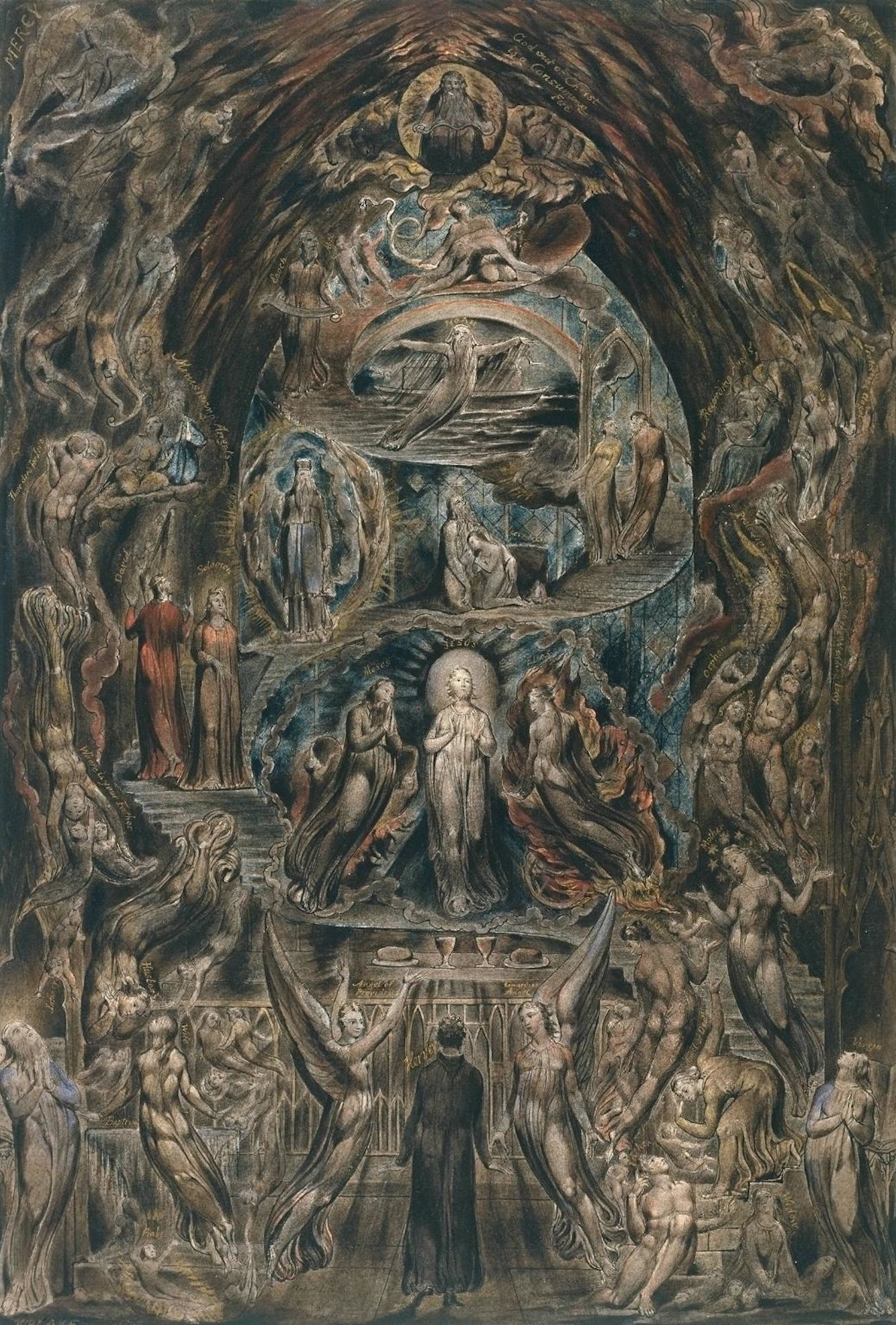
Уильям Блейк. Изложение «Медитаций среди гробниц» Джеймса Херви. 1820-25 (Тейт Британия)

Херви оказал длительное влияние на искусство через Уильяма Блейка, который был его поклонником. Блейк написал «Изложение „Медитаций среди гробниц“ Джеймса Херви» между 1820 и 1825 гг.
Херви также упоминается в сочинениях Блейка как один из святых охранников «четырёхкратных ворот». Также было отмечено и его влияние на стихотворение Блейка «Тигр».
В дополнение к этому, мрачный и радикальный тон его «Размышлений среди могил» (например, «чудовищное удовольствие, внушаемое созерцанием рухнувших памятников и истлевших гробниц») привёл к тому, что он оказался среди представителей «Кладбищенской школы» поэтов XVIII века, оказавших важное влияние на Замок Отранто Горация Уолпола (1764) и, следовательно, на весь жанр готической литературы и более поздний романтизм.

## Публикации на русском языке
- Надгробные размышления — М., 1782.
- Благоговейный зритель природы, или Утренние, полуденные, вечерние и ночные размышления славного Гервея — М., 1800.
  - 2-е изд. — М., 1822.
- Прозаическая похвальная песнь Всем тварям — Псков, 1805.